# Poppy Z. Brite
Billy Martin, conegut com a Poppy Z. Brite (Nova Orleans, Louisiana, 25 de maig de 1967) és un escriptor estatunidenc. Els seus pares es van divorciar quan tenia 6 anys i Martin va anar a viure amb la seva mare a Chapel Hill (Carolina del Nord).
Sempre li va agradar escriure i, quan només tenia 3 anys, va començar a experimentar amb la literatura gravant les seves històries. Als 12 anys ja va decidir dedicar-se seriosament a la literatura, tant que ja a l'institut va crear un diari anomenat "The Glass Goblin".
La seva primera història "Optional Music for Voice and Piano", la va vendre als 18 anys a la revista "The Horror Show" amb seu a Califòrnia. En els següents dos anys va vendre en aquesta mateixa revista altres històries, fins que l'any 1987 l'editor David B. Silva li proposà formar part de la revista "Rising Stars". En aquells moments, Douglas E. Winter, biograf de l'escriptor Stephen King estava treballant en una col·lecció de novel·les d'horror per Walker & COmpany i li oferí publicar una de les seves novel·les. Fruit d'aquest oferiment aparegué l'any 1991 Lost Souls. La segona novel·la Drawing Blood la va escriure en només 9 mesos i l'any 1993 va ser publicada.
Un cop acabat el segon llibre, Martin i el seu marit, Chris DeBarr, es van mudar a Nova Orleans on Martin va recollir totes les seves històries curtes i les publicà en un llibre anomenat Swamp Foetus, més tard anomenat Wormwood.
La seva tercera novel·la, Exquisite Corpse, va ser rebutjada per Penguin i per Dell amb el pretext que el contingut d'aquesta era massa extrem, però l'any 1996 Simon and Schuster van accedir a publicar-la.
En aquest període la diva del rock Courtney Love contactà amb Brite per escriure una biografia. Des del primer moment, Love va deixar clar que ella no autoritzaria oficialment aquest llibre, però que li havia agradat tant la primera novel·la de Brite que volia que fos ell qui escrivís una nova biografia per contrarestar totes les versions negatives que s'havien escrit fins al moment i, Courtney Love: The Real Story va ser publicada el 1997.
El 1998 es va publicar la seva quarta novel·la The Lazarus Heart escrita per encàrrec. Harper Prism, la divisió d'horror i fantasia de Harper Collins, va contactar amb l'agent de Brite per explicar-li que estaven publicant una sèrie de novel·les basades en la pel·lícula El Corb i que volien que l'escriptora n'escrivís una. Amb els diner d'aquestes dos últimes llibres, Brite es va prendre un temps per escriure històries curtes, moltes de les quals aparegueren al seu segon recull titulat Are you Loathsome Tonight?.
El 1998, Bil Schafer de Subterranean Press, contacta amb Poppy Z. Brite per una nova publicació. Feia temps que Martin estava interessat a publicar la història de la qual va sorgir la seva primera novel·la, i així aparegué The Seed of Lost Souls. I més tard, al maig del 2000, publicà Plastic Jesus, un llibre inspirat en la mort de John Lennon.
Després d'aquestes novel·les, l'escriptor va experimentar el que s'anomena "la fatiga de l'escriptor" i decidí escriure alguna cosa més divertida, la qual va resultar en Liquor (2004). Amb aquest llibre, Brite descobrí que estava cansat d'escriure novel·les d'horror i insatisfet amb la manera en què havia estat escrivint sobre Nova Orleans. D'aquesta manera Liquor va ser la primera d'una saga que Brite ha anat completant amb: Prime (2005), Soul Kitchen (2006) i D*U*C*K (2007).
Al 2010, Martin va començar terapia d'hormones i al 2011 va especificar que volia que la gent fes servir pronoms masculins.

## Obres
Novel·les
- Lost Souls (1992)
- Drawing Blood (1993)
- Exquisite Corpse (1996)
- The Crow: The Lazarus Heart (1998)
- Plastic Jesus (2000)
- The Value of X (2002)
- Liquor (2004)
- Triads (2004), escrit conjuntament amb Christa Faust
- Prime (2005)
- Soul Kitchen (2006)
- D*U*C*K (2007)

Col·leccions d'històries curtes
- Wormwood (1993), també publicat en edició limitada amb el títol original Swamp Foetus
- Are You Loathsome Tonight? (1998)
- Wrong Things (2001), amb Caitlin R. Kiernan
- The Devil You Know (2003)
- Antediluvian Tales (2007)

Antologies com a editora
- Love in Vein (1994)
- Twice Bitten (Love in Vein II) (1997)

No ficció
- Courtney Love: The Real Story (1997), bibliografia
- Guilty but Insane (2001), assaig